# Ben St Lawrence
Ben St Lawrence, född 7 november 1981, är en australisk långdistanslöpare.
St Lawrence tävlade för Australien vid olympiska sommarspelen 2012 i London, där han slutade på 20:e plats på 10 000 meter. Vid olympiska sommarspelen 2016 i Rio de Janeiro slutade St Lawrence på 28:e plats på 10 000 meter.